# Dessenheim
Ne doit pas être confondu avec Fessenheim, Hessenheim ou Sessenheim.
Dessenheim [dɛsənaim]  est une commune française située dans la circonscription administrative du Haut-Rhin et, depuis le 1er janvier 2021, dans le territoire de la Collectivité européenne d'Alsace, en région Grand Est.

## Géographie

### Localisation

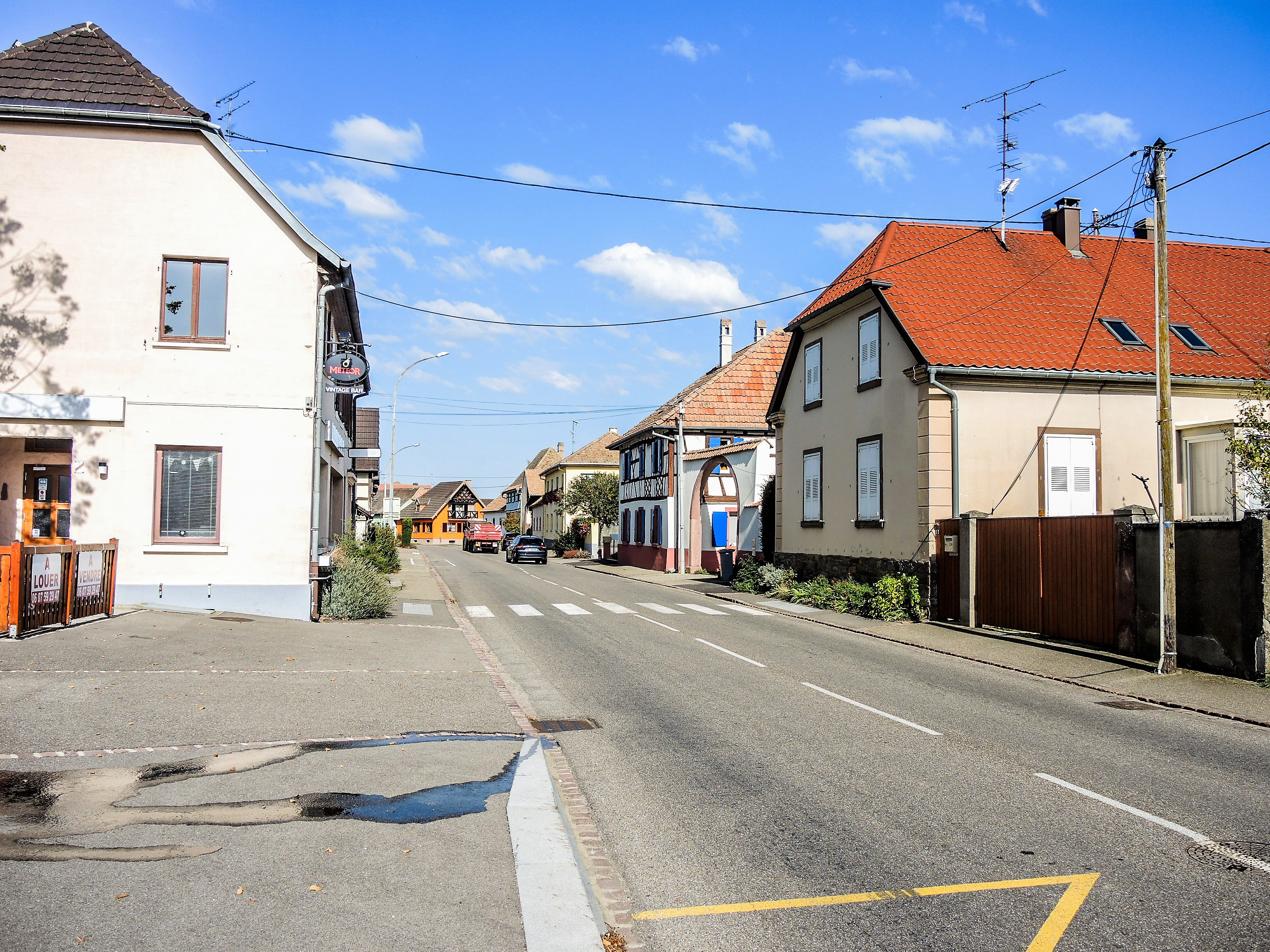
Ambiance de la commune : la Grande rue.

Dessenheim  est un bourg périurbain considéré comme étant la capitale de la région naturelle de la Hardt, en Plaine d'Alsace, dans la région historique et culturelle d'Alsace.
Elle se trouve à 15 km à vol d'oiseau au sud-est de Colmar, 26 km à l'ouest de Fribourg-en-Brisgau et 28 km au nord de Mulhouse, et fait partie de l'aire d'attraction de Colmar, ainsi que dans la zone d'emploi et dans le bassin de vie de cette ville
Les communes limitrophes sont  Heiteren, Hettenschlag, Niederhergheim, Oberhergheim, Obersaasheim, Rustenhart, Sainte-Croix-en-Plaine et Weckolsheim.

### Géologie et relief
La superficie de la commune est de 19,16 km2 ; son altitude varie de 197  à   207 mètres.
Elle se trouve dans la Plaine d'Alsace partie agricole Hardt Nord. son sol est fait d'alluvions grossières du Rhin.

### Hydrographie

#### Réseau hydrographique

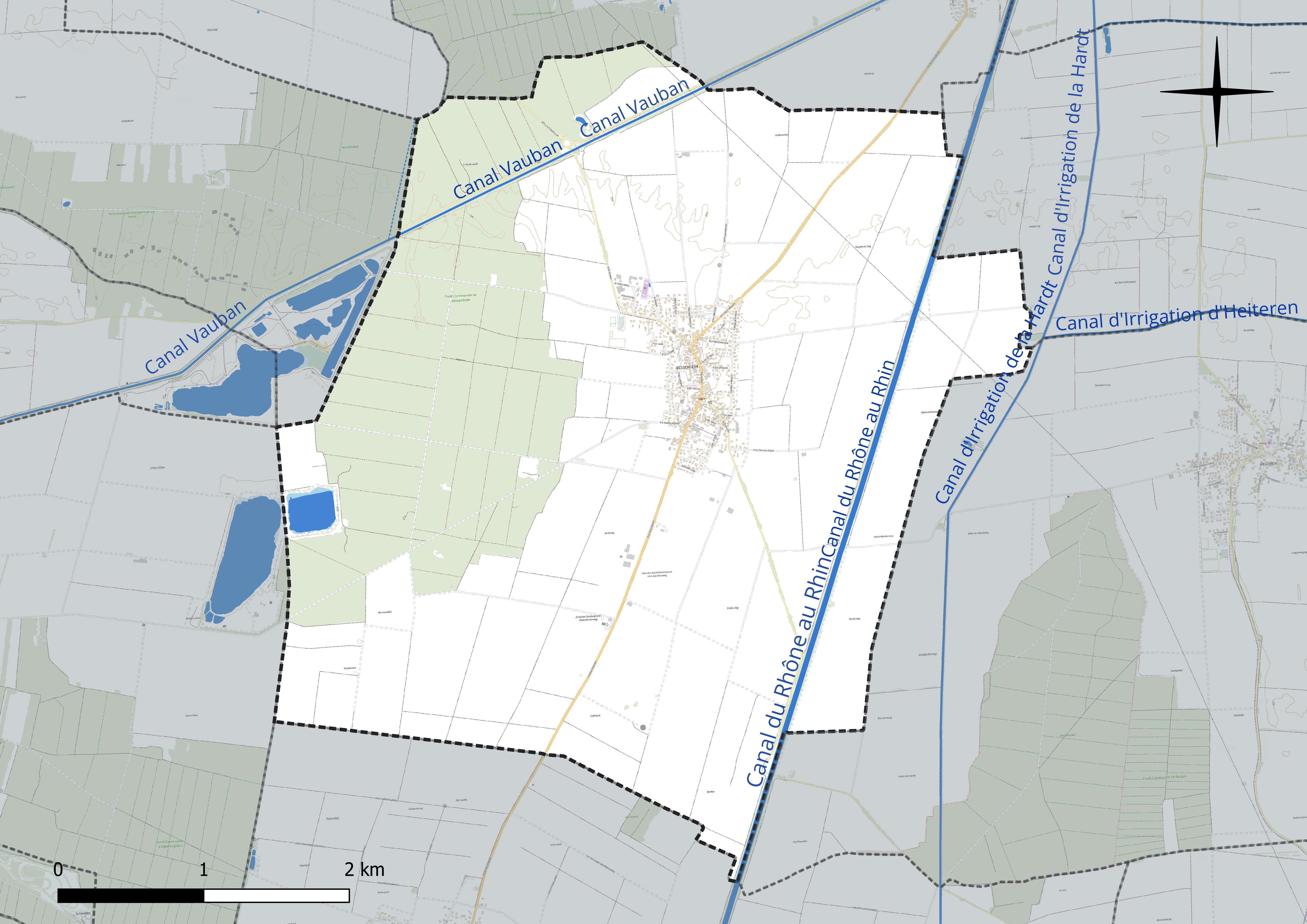
Réseau hydrographique de Dessenheim.

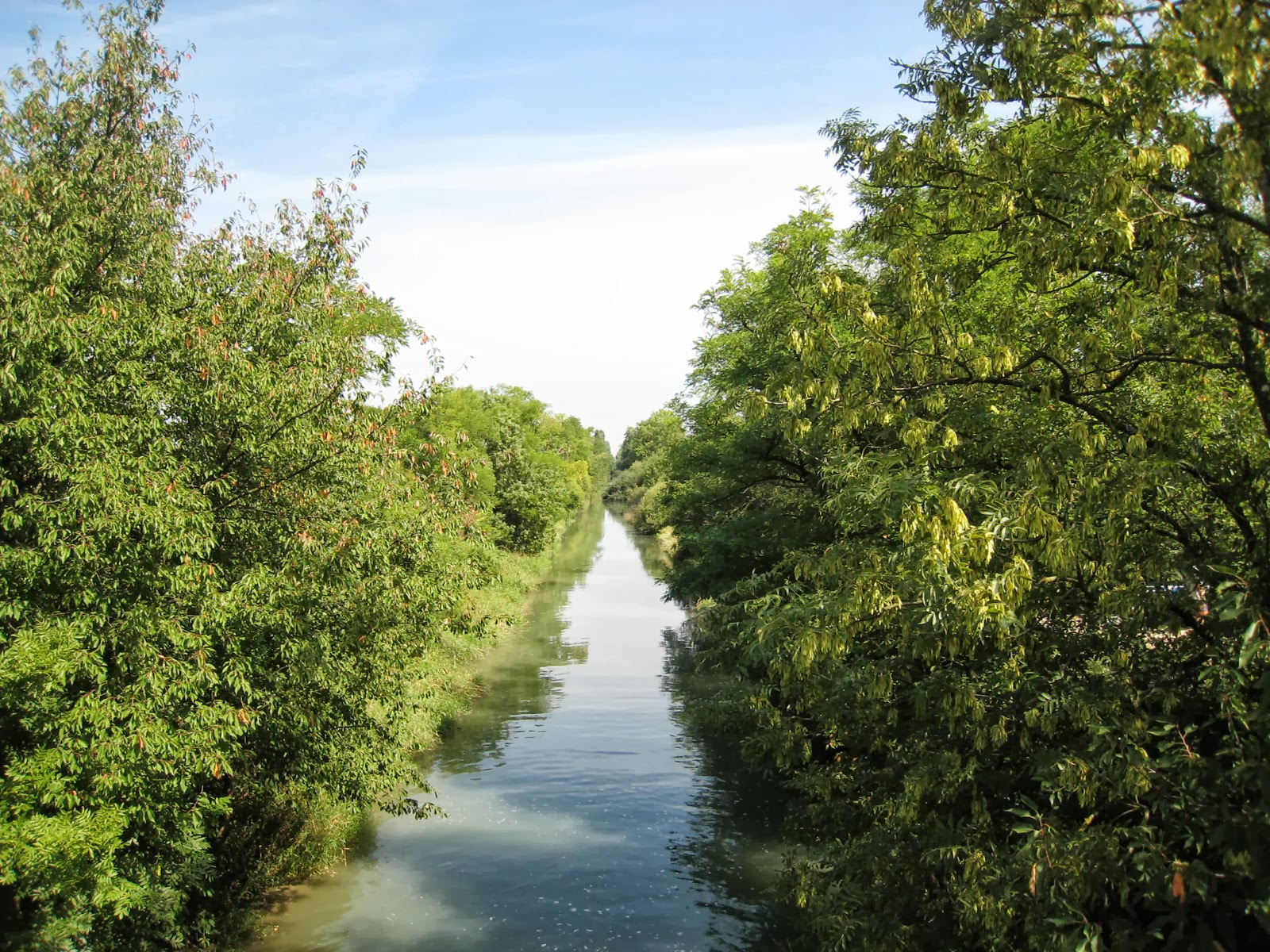
Le Canal du Rhône au Rhin.

La commune est dans le bassin versant du Rhin au sein du bassin Rhin-Meuse. Elle est drainée par le canal du Rhône au Rhin et le canal Vauban,.
Le canal du Rhône au Rhin est un canal français qui relie la Saône, affluent navigable du Rhône, au Rhin, par la vallée du Doubs et son prolongement en Haute Alsace jusqu'à Niffer sur le Rhin, un autre prolongement rejoignant Strasbourg par la canalisation de l'Ill. La commune est sur la section qui relie Valdieu-Lutran à Saint-Symphorien-sur-Saône.
Le canal Vauban, d'une longueur de 24 km, prend sa source dans la commune de Ensisheim et se jette  dans la rigole de Widensohlen à Neuf-Brisach, après avoir traversé 14 communes.
Présence souterraine (à 7 mètres) de l'une des plus grandes nappes phréatiques d'Europe, laquelle est alimentée par le Jura, le Rhin[réf. nécessaire].

#### Gestion et qualité des eaux
Le territoire communal est couvert par le schéma d'aménagement et de gestion des eaux (SAGE) « Ill Nappe Rhin ». Ce document de planification concerne la nappe phréatique rhénane, les cours d'eau de la plaine d'Alsace et du piémont oriental du Sundgau, les canaux situés entre l'Ill et le Rhin et les zones humides de la plaine d'Alsace. Le périmètre s’étend sur 3 596 km2. Il a été approuvé le 17 janvier 2005. La structure porteuse de l'élaboration et de la mise en œuvre est la région Grand Est.
La qualité des cours d’eau peut être consultée sur un site dédié géré par les agences de l’eau et l’Agence française pour la biodiversité.

### Climat
Pour des articles plus généraux, voir Climat du Grand Est et Climat du Haut-Rhin.
La commune bénéficie d'un micro-climat abrité par l'alignement du Grand Ballon avec le Ballon d'Alsace, protégeant ainsi le village des entrées ouest, pluviométrie inférieure à 480 millimètres par an.
En 2010, le climat de la commune est de type climat océanique altéré, selon une étude du Centre national de la recherche scientifique s'appuyant sur une série de données couvrant la période 1971-2000. En 2020, Météo-France publie une typologie des climats de la France métropolitaine dans laquelle la commune est exposée à un climat semi-continental et est dans la région climatique Alsace, caractérisée par une pluviométrie faible, particulièrement en automne et en hiver, un été chaud et bien ensoleillé, une humidité de l’air basse au printemps et en été, des vents faibles et des brouillards fréquents en automne (25 à 30 jours).
Pour la période 1971-2000, la température annuelle moyenne est de 10,6 °C, avec une amplitude thermique annuelle de 17,8 °C. Le cumul annuel moyen de précipitations est de 611 mm, avec 8 jours de précipitations en janvier et 9,2 jours en juillet. Pour la période 1991-2020, la température moyenne annuelle observée sur la station météorologique de Météo-France la plus proche, « Colmar-Meyenheim », sur la commune de Meyenheim à 12 km à vol d'oiseau, est de 11,3 °C et le cumul annuel moyen de précipitations est de 595,0 mm. 
La température maximale relevée sur cette station est de 40,9 °C, atteinte le 13 août 2003 ; la température minimale est de −24,8 °C, atteinte le 27 février 1986,,.
Les paramètres climatiques de la commune ont été estimés pour le milieu du siècle (2041-2070) selon différents scénarios d'émission de gaz à effet de serre à partir des nouvelles projections climatiques de référence DRIAS-2020. Ils sont consultables sur un site dédié publié par Météo-France en novembre 2022.

## Urbanisme

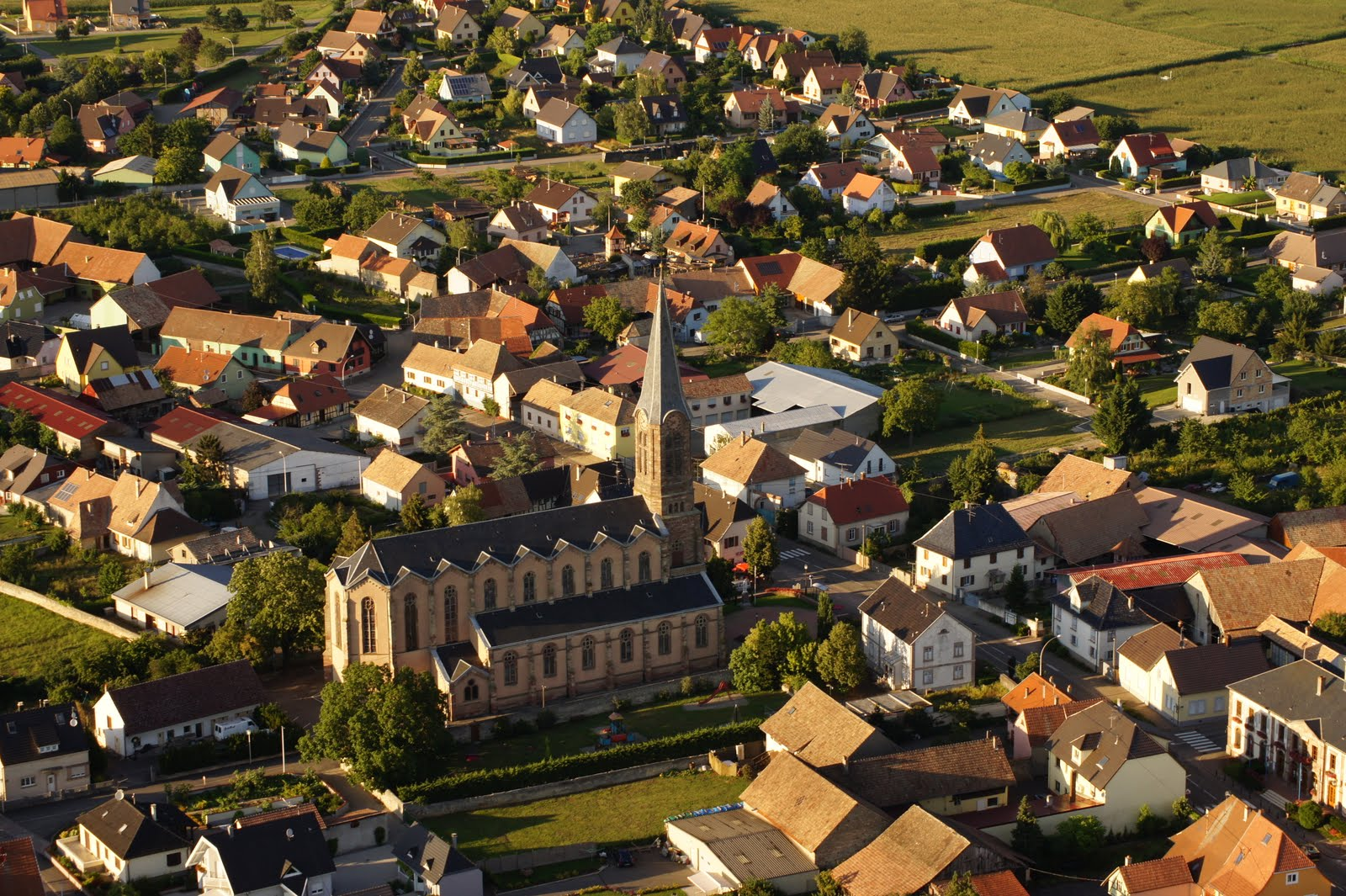
Vue aérienne de la commune en 2010.

### Typologie
Au 1er janvier 2024, Dessenheim est catégorisée bourg rural, selon la nouvelle grille communale de densité à sept niveaux définie par l'Insee en 2022.
Elle est située hors unité urbaine. Par ailleurs la commune fait partie de l'aire d'attraction de Colmar, dont elle est une commune de la couronne,. Cette aire, qui regroupe 95 communes, est catégorisée dans les aires de 50 000 à moins de 200 000 habitants,.

### Occupation des sols

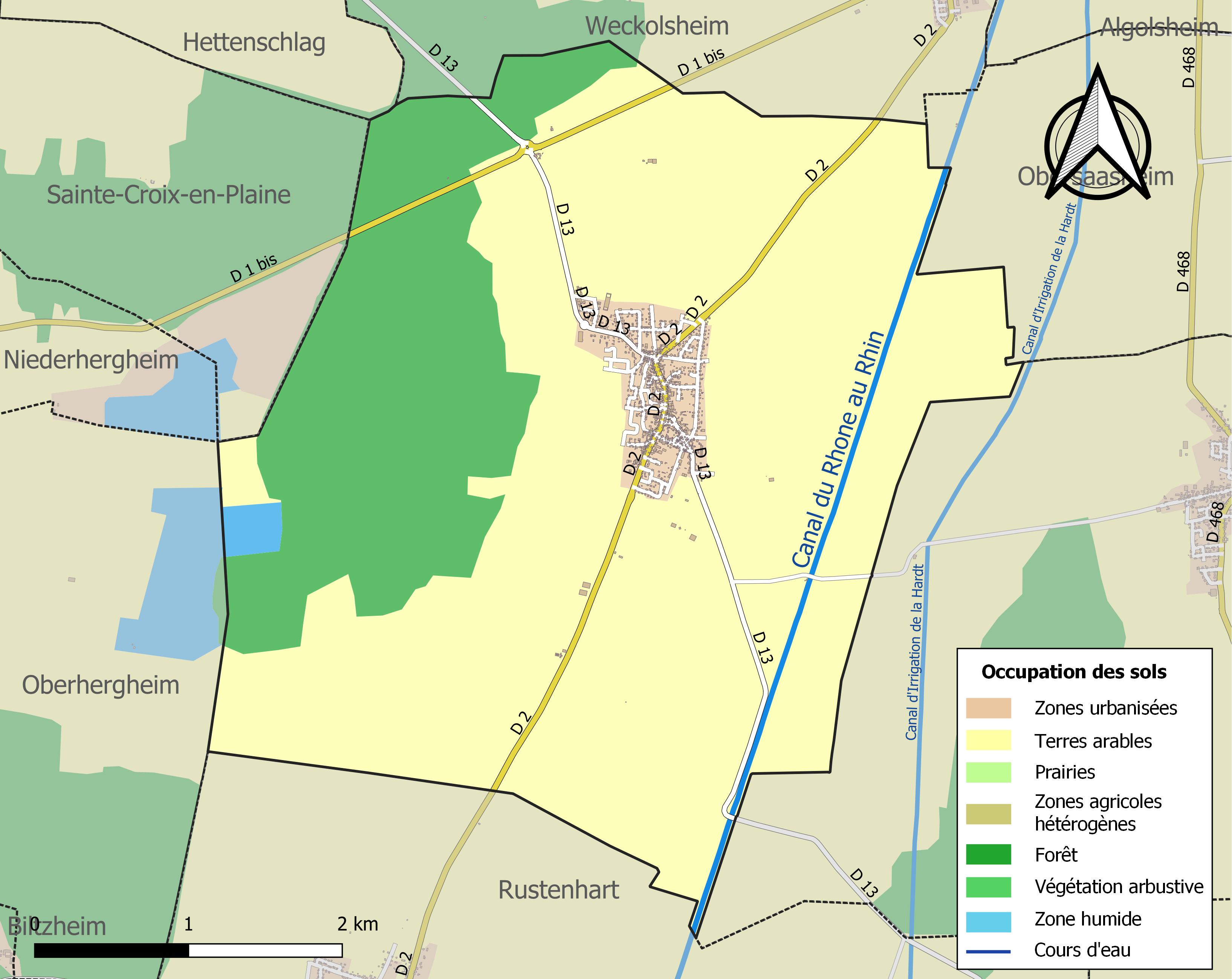
Carte des infrastructures et de l'occupation des sols de la commune en 2018 (CLC).

L'occupation des sols de la commune, telle qu'elle ressort de la base de données européenne d’occupation biophysique des sols Corine Land Cover (CLC), est marquée par l'importance des territoires agricoles (71,8 % en 2018), en diminution par rapport à 1990 (73,6 %). La répartition détaillée en 2018 est la suivante : 
terres arables (71,8 %), forêts (23,5 %), zones urbanisées (3,9 %), eaux continentales (0,7 %). L'évolution de l’occupation des sols de la commune et de ses infrastructures peut être observée sur les différentes représentations cartographiques du territoire : la carte de Cassini (XVIIIe siècle), la carte d'état-major (1820-1866) et les cartes ou photos aériennes de l'IGN pour la période actuelle (1950 à aujourd'hui).

### Logement
En 2021, le nombre total de logements dans la commune était de 609, alors qu'il était de 544 en 2016 et de 486 en 2011.
Parmi ces logements, 91,7 % étaient des résidences principales, 1,5 % des résidences secondaires et 6,8 % des logements vacants. Ces logements étaient pour 87,9 % d'entre eux des maisons individuelles et pour 11,6 % des appartements.
Le tableau ci-dessous présente la typologie des logements à Dessenheim en 2021 en comparaison avec celle du Haut-Rhin et de la France entière. Une caractéristique marquante du parc de logements est ainsi la faible proportion des résidences secondaires et logements occasionnels (1,5 %) par rapport au département (3,5 %) et à la France entière (9,7 %).
| Typologie                                               | Dessenheim | Haut-Rhin | France entière |
| ------------------------------------------------------- | ---------- | --------- | -------------- |
| Résidences principales (en %)                           | 91,7       | 87,5      | 82,2           |
| Résidences secondaires et logements occasionnels (en %) | 1,5        | 3,5       | 9,7            |
| Logements vacants (en %)                                | 6,8        | 9         | 8,1            |

## Politique et administration

### Découpage territorial
La commune de Dessenheim est membre de la communauté de communes Pays Rhin-Brisach, un établissement public de coopération intercommunale (EPCI) à fiscalité propre créé le 9 juin 2016 dont le siège est à Volgelsheim. Ce dernier est par ailleurs membre d'autres groupements intercommunaux.
Sur le plan administratif, elle est rattachée à l'arrondissement de Colmar-Ribeauvillé, à la circonscription administrative de l'État du Haut-Rhin, en tant que circonscription administrative de l'État, et à la région Grand Est.
Sur le plan électoral, elle dépendait jusqu'en 2020 du  canton d'Ensisheim pour l'élection des conseillers départementaux au sein du conseil départemental du Haut-Rhin. Depuis le 1er janvier 2021, elle dépend du même canton pour l'élection des conseillers d'Alsace au sein de la collectivité européenne d'Alsace.

### Élections municipales et communautaires

#### Élections de 2020
| Tête de liste    | Suffrages | Pourcentage | CM | CC |
| ---------------- | --------- | ----------- | -- | -- |
| Sébastien Allion | 267       | 53,61 %     | 12 | 2  |
| Jean-Paul Meyer  | 231       | 46,38 %     | 3  | 0  |

Le conseil municipal de Dessenheim, commune de plus de 1 000 habitants, est élu au scrutin proportionnel de liste à deux tours (sans aucune modification possible de la liste), pour un mandat de six ans renouvelable. Compte tenu de la population communale, le nombre de sièges à pourvoir lors des élections municipales de 2020 est de quinze. Les quinze conseillers municipaux sont élus au premier tour avec un taux de participation de 53,58 %, se répartissant en douze issus de la liste conduite par Sébastien Allion (Agir pour Dessenheim) et trois issus de celle de Jean-Paul Meyer (Ensemble pour Dessenheim),.
Les deux sièges attribués à la commune au sein du conseil communautaire de la communauté de communes Pays Rhin-Brisach vont à la liste de Sébastien Allion (Agir pour Dessenheim).

#### Chronologie des maires
| Période                                  | Période                     | Identité                     | Étiquette | Qualité                                 |
| ---------------------------------------- | --------------------------- | ---------------------------- | --------- | --------------------------------------- |
| Les données manquantes sont à compléter. |                             |                              |           |                                         |
| 1852                                     | 1858                        | Jean Rothenflue (1819-1857)  |           | Cultivateur                             |
| 1858                                     | 1865                        | Sébastien Imhoff (1816-1888) |           |                                         |
| 1865                                     | 1883                        | Georges Meyer (1826-1883)    |           |                                         |
| 1883                                     | 1886                        | Antoine Munch                |           |                                         |
| 1886                                     | 1890                        | Joseph Keck                  |           |                                         |
| 1890                                     | 1918                        | Aloïse Meyer                 |           |                                         |
| 1918                                     | 1920                        | Charles Simon                |           |                                         |
| 1920                                     | 1925                        | Laurent Linder (1850-1932)   |           | Restaurateur                            |
| 1925                                     | 1934                        | Alphonse Willig (1865-1940)  |           |                                         |
| 1934                                     | 1941                        | Joseph Guthmann              |           |                                         |
| 1941                                     | 1945                        | Eugène Kappler               |           |                                         |
| 1945                                     | 1945                        | Joseph Guthmann              |           |                                         |
| 1945                                     | 1953                        | Joseph Heidelberger          |           |                                         |
| 1953                                     | 1965                        | Joseph Meyer-Fulhaber        |           |                                         |
| 1965                                     | 1988                        | Joseph Willig                |           |                                         |
| 1988                                     | juin 1995                   | Léon Schatt                  |           |                                         |
| juin 1995                                | mars 2001                   | Francis Foechterlé           |           |                                         |
| mars 2001                                | mars 2008                   | Bernard Boehly               |           |                                         |
| mars 2008                                | mars 2014                   | Francis Foechterlé           |           |                                         |
| mars 2014                                | mai 2020                    | Alexis Clur                  |           | Enseignant en université                |
| mai 2020                                 | décembre 2022,              | Sébastien Allion             |           | Technicien environnement Démissionnaire |
| mars 2023,                               | En cours (au 16 avril 2024) | Aurélie Forny                |           | Diététicienne                           |

### Jumelages
- Cocumont (France), commune du Lot-et-Garonne qui a accueilli les Hardtois lors de l’évacuation de septembre 1939[38].

## Population et société
Les habitants sont appelés les Dessenheimois et les Dessenheimoises.

### Démographie
L'évolution du nombre d'habitants est connue à travers les recensements de la population effectués dans la commune depuis 1793. Pour les communes de moins de 10 000 habitants, une enquête de recensement portant sur toute la population est réalisée tous les cinq ans, les populations de référence des années intermédiaires étant quant à elles estimées par interpolation ou extrapolation. Pour la commune, le premier recensement exhaustif entrant dans le cadre du nouveau dispositif a été réalisé en 2006.

En 2022, la commune comptait 1 441 habitants, en évolution de +3,08 % par rapport à 2016 (Haut-Rhin : +0,66 %, France hors Mayotte : +2,11 %).
| 1793 | 1800 | 1806 | 1821 | 1831 | 1836 | 1841 | 1846 | 1851  |
| ---- | ---- | ---- | ---- | ---- | ---- | ---- | ---- | ----- |
| 650  | 687  | 792  | 823  | 920  | 954  | 902  | 975  | 1 020 |

| 1856  | 1861  | 1866  | 1871  | 1875 | 1880  | 1885 | 1890 | 1895  |
| ----- | ----- | ----- | ----- | ---- | ----- | ---- | ---- | ----- |
| 1 040 | 1 062 | 1 045 | 1 041 | 980  | 1 028 | 952  | 968  | 1 018 |

| 1900 | 1905 | 1910 | 1921 | 1926 | 1931 | 1936 | 1946 | 1954 |
| ---- | ---- | ---- | ---- | ---- | ---- | ---- | ---- | ---- |
| 968  | 973  | 969  | 803  | 811  | 813  | 713  | 731  | 702  |

| 1962 | 1968 | 1975 | 1982 | 1990 | 1999  | 2006  | 2011  | 2016  |
| ---- | ---- | ---- | ---- | ---- | ----- | ----- | ----- | ----- |
| 698  | 756  | 817  | 830  | 928  | 1 050 | 1 143 | 1 234 | 1 398 |

| 2021  | 2022  | - | - | - | - | - | - | - |
| ----- | ----- | - | - | - | - | - | - | - |
| 1 459 | 1 441 | - | - | - | - | - | - | - |

### Manifestations culturelles et festivités
- Le carnaval de Dessenheim, créé vers 1955, et sa cavalcade organisée par l'association Sports et Loisirs, est considérée comme l'une des plus flamboyantes de la Plaine du Rhin. Elle a attiré des milliers de spectateurs lors de l'édition du 4 février 2024 au cours de laquelle 38 chars, groupes à pied et musiques participaient[42],[1].

## Culture locale et patrimoine

### Lieux et monuments

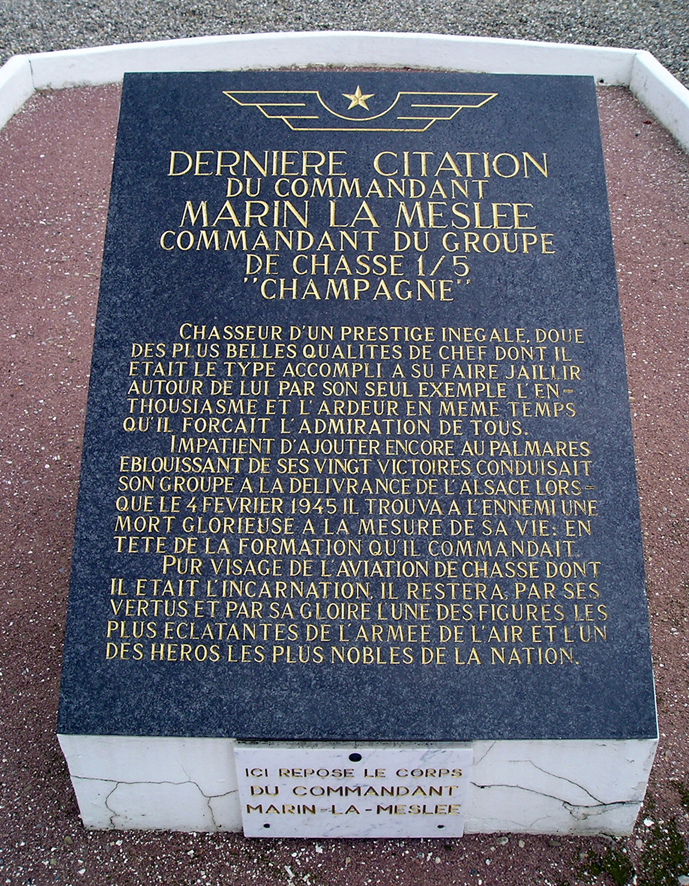
La tombe du commandant Edmond Marin la Meslée (1912-1945), abattu par la flak le 5 février 1945.

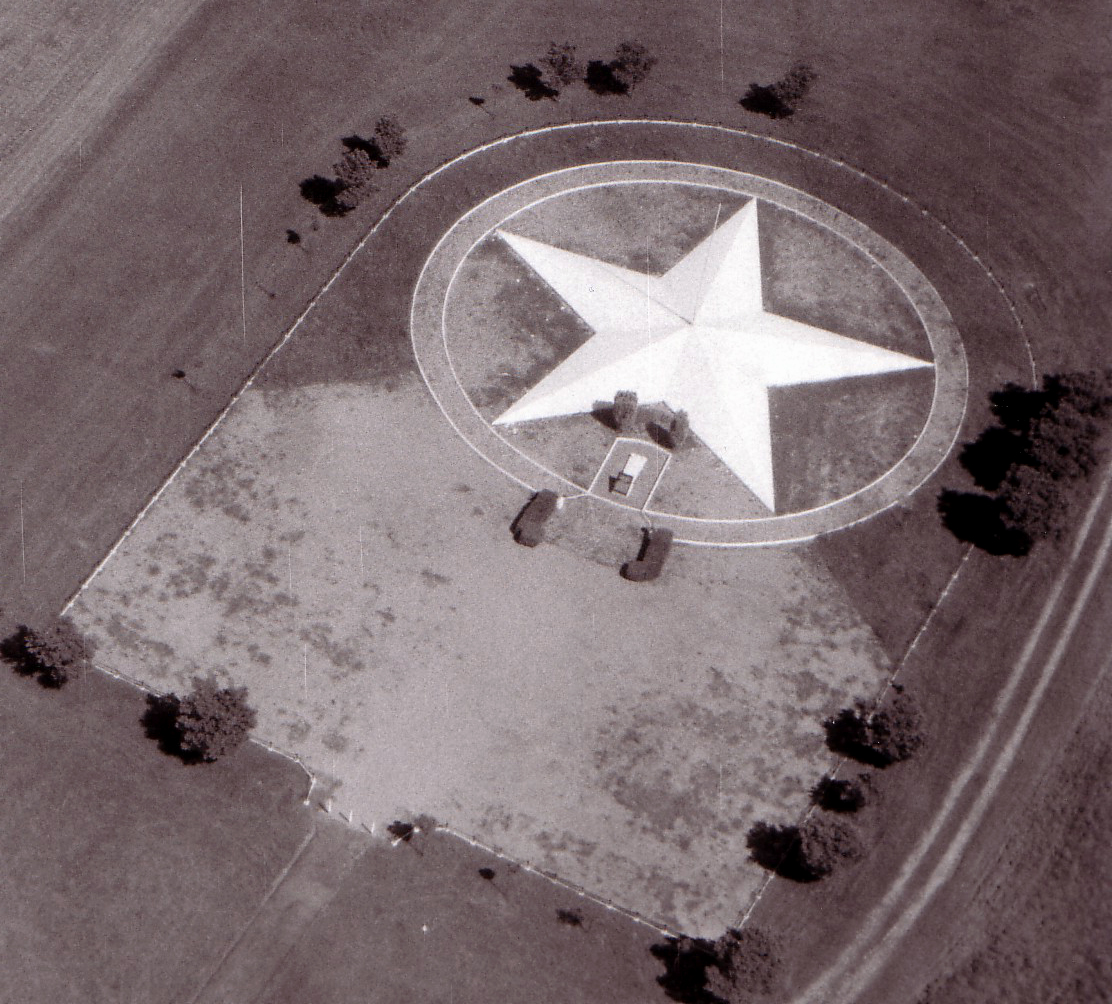
Vue aérienne du monument Marin la Meslée, édifié en 1946.

- Le Monument Marin la Meslée :

À peu près à mi-chemin entre Dessenheim et Rustenhart, sur les lieux mêmes où le commandant Edmond Marin la Meslée et le sergent-chef Uhry  trouvent la mort le 4 février 1945 à bord de son Republic P-47 Thunderbolt — la veille du trente-troisième anniversaire du commandant — a été édifiée en 1946 une gigantesque étoile de pierre à cinq branches de trente mètres de diamètre aménagée en tombeau où l’as aux vingt victoires aériennes repose désormais.
La base aérienne 133 de Nancy-Ochey et son escadron de chasse 2/3 « Champagne » y organisent chaque année, à la date anniversaire de sa disparition, une émouvante cérémonie militaire empreinte d’émotion et de recueillement,.
 « À l’endroit de sa chute, ses compagnons d’armes ont dessiné une étoile à cinq branches… Maintenant son étoile répond de la terre noire à toutes celles qui s’allument le soir au-dessus d’elle » écrivit Jules Roy en 1948.
- Mairie-école construite en 1866 selon un parti architectural mettant en exergue la fonction municipale et l'école[44].
- L'église Saint-Léger, construite en 1876 plans de l'architecte Victor Heilemann en remplacement d'un édifice devenu trop petit et vétuste, et surnommée la " cathédrale de la Hardt " en raison de ses dimensions[45].

L'église Saint-Léger à Dessenheim
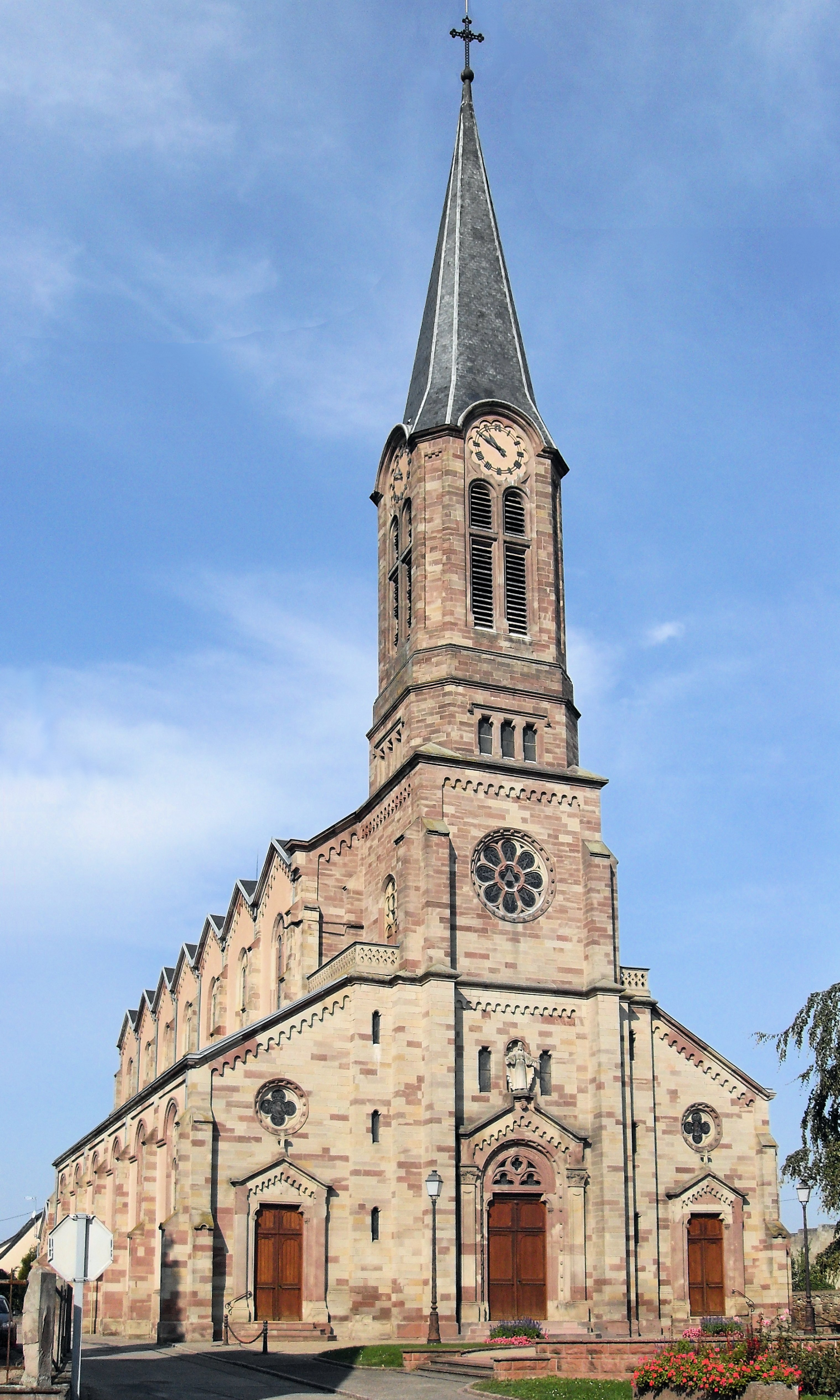
L'église Saint-Léger, vue du parvis.
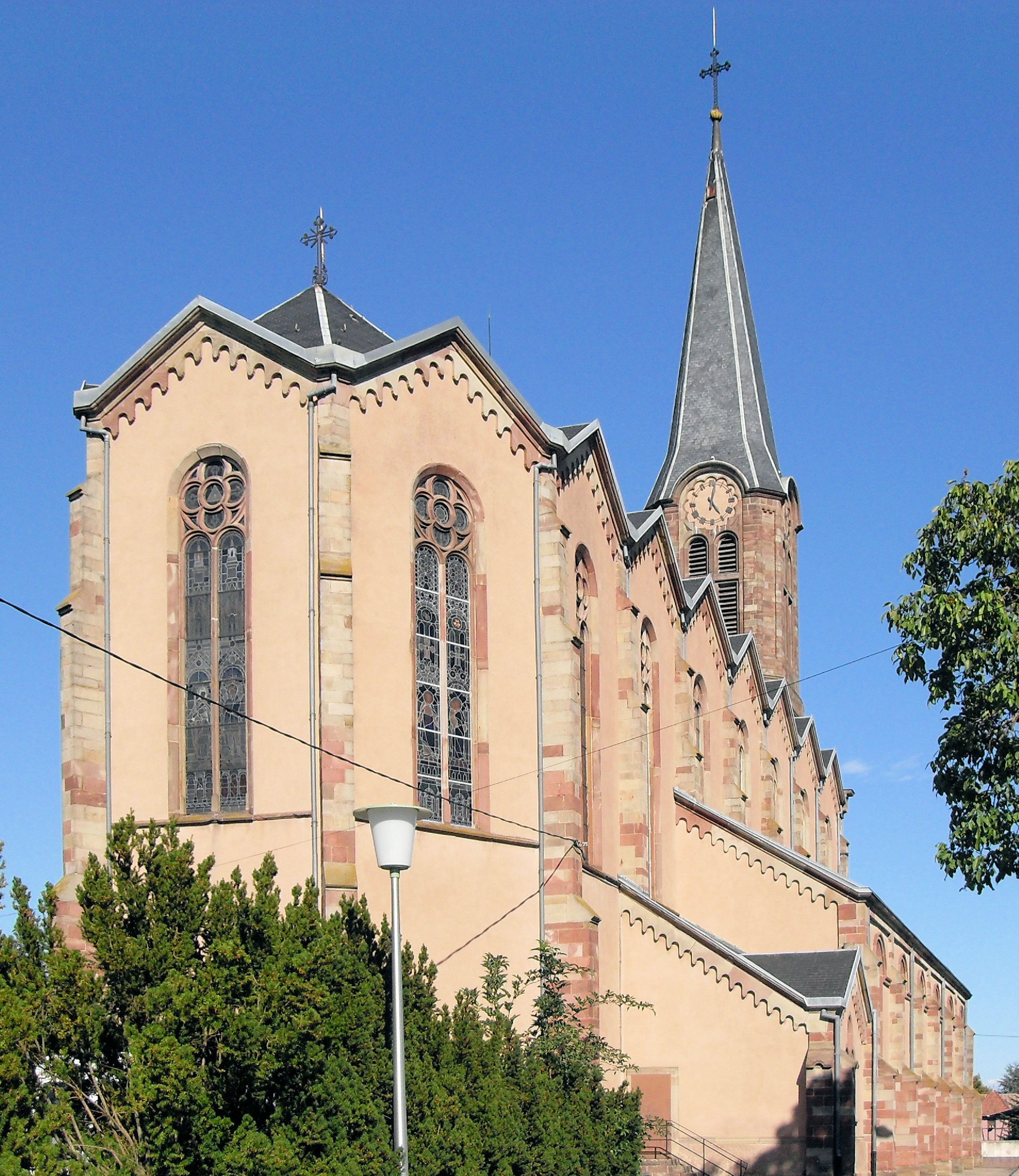
L'église Saint-Léger, presbytère.
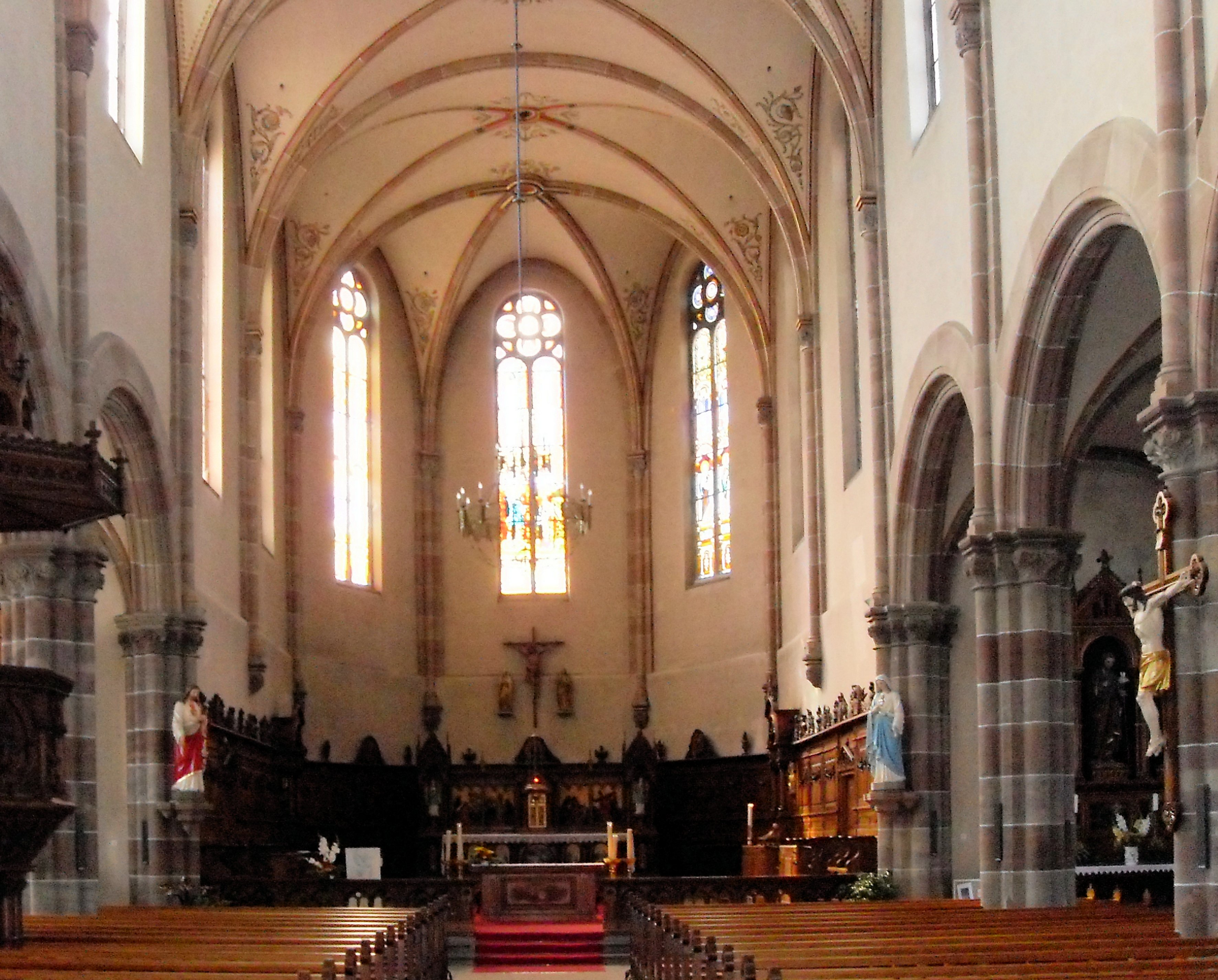
L'intérieur.
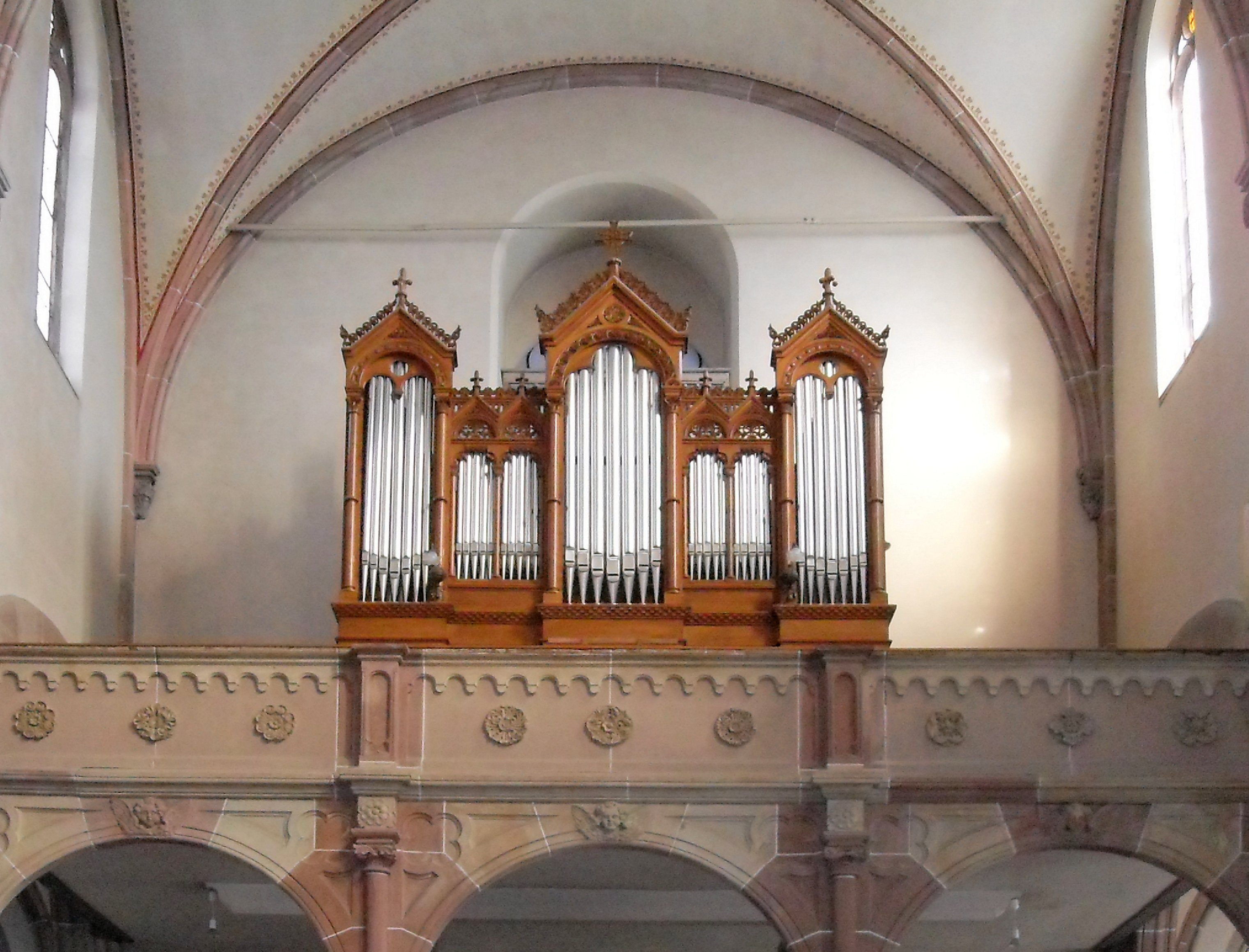
L'orgue.

- Maisons et fermes anciennes[46], dont celle du 11 Grande-rue, construite en 1716 et qui a été successivement une maison aux dîmes puis de relais de diligence[47].

### Personnalités liées à la commune
- Gilbert Meyer (1941-2020), homme politique français alsacien, y est né.
- Le commandant Edmond Marin la Meslée (1912-1945), as de l'aviation française le plus titré de la Bataille de France avec seize victoires aériennes confirmées (et quatre autres probables) remportées entre janvier et juin 1940, qui s'est écrasé dans la commune le 4 février 1945 lors des combats de la Libération de la France.

### Héraldique
| Blason de Dessenheim | Blason  | Parti, au premier d'or à la mitre d'azur garnie d'argent brochant sur une crosse posée en pal également d'azur, au second de gueules à une fasce d'argent. » |
| Blason de Dessenheim | Détails | Le statut officiel du blason reste à déterminer. |

## Pour approfondir